# 陽の当たる部屋でトランプをする人々
『陽の当たる部屋でトランプをする人々』（ひのあたるへやでトランプをするひとびと、蘭: Kaartspelers in een zonovergoten ruimte、英: Cardplayers in a Sunlit Room）は、17世紀オランダ絵画黄金時代の画家ピーテル・デ・ホーホが1658年にキャンバス上に油彩で描いた絵画である。画面下部左側の右側の長椅子の上に「P. D. H. 1658」という画家の署名と制作年が記されている。現在、ロイヤル・コレクションの所蔵品としてロンドンのバッキンガム宮殿内の国王のギャラリー (King's Gallery) に展示されている。

## 背景
本作はデ・ホーホの画業中期に描かれ、当時の日常的な活動をする人々が登場する家庭的情景という彼の一般的な作例にしたがっている。デ・ホーホの絵画は、静かな雰囲気が通常、外界を見せる開いたドアや窓から入る柔らかで繊細な光によって変貌し、道徳的メッセージを伝えるものである。こうした特質は同時代の画家ヨハネス・フェルメールとも非常に共通しているが、デ・ホーホはフェルメールに芸術的影響を与えたといわれている。2人はともにデルフトに住み、デルフト派に属していた。
デ・ホーホの作品に明らかな様式的発展はまた、デルフトの仲間の画家たち、とりわけカレル・ファブリティウス、ヘラルト・ハウクヘースト、エマヌエル・デ・ウィッテらにも影響を受けている。主に建築的主題に焦点を置いたこれらの画家たちは、遠近法を巧みに用いることでトロンプルイユ的効果を革新しようとした。ファブリティウスの『デルフトの眺望』 (ロンドン・ナショナル・ギャラリー) はそうした方向性を持つ最初の実験作であり、フェルメールの『ヴァージナルの前に座る女』 (ロンドン・ナショナル・ギャラリー) は、オランダ黄金時代の絵画の様式的アプローチの絶頂を示している。

## 作品
本作は、陽の当たる部屋の中の、平穏でありながらも魅力的な場面を捉えている。作品は、デ・ホーホに特徴的なアプローチ、すなわち登場する人物が二義的な役割を持ち、鑑賞者を描かれている美しい場面の空間に招き入れるというアプローチを典型的に示している。構図は人物から注意を微妙に逸らすもので、光と室内空間の相互作用を強調している。
宿屋であると考えられている、この一見してカジュアルな場面で、人々は喫煙、トランプ、飲酒などの余暇の活動に関わっている。平穏で内省的な雰囲気で描かれている人々は、鑑賞者によって活動を遮られてたかのようである。右側の2人の男はおそらく、いかさまをする仲間であるように見える。立っている男は女の手の中のトランプを見ており、座っている男は立っている男ににやりと笑って視線を投げている。絵画は、人物たちがワインの水差しを持って中庭をやってくる召使にワインを注ぎ足してもらうのを待っている一瞬を捉えている。

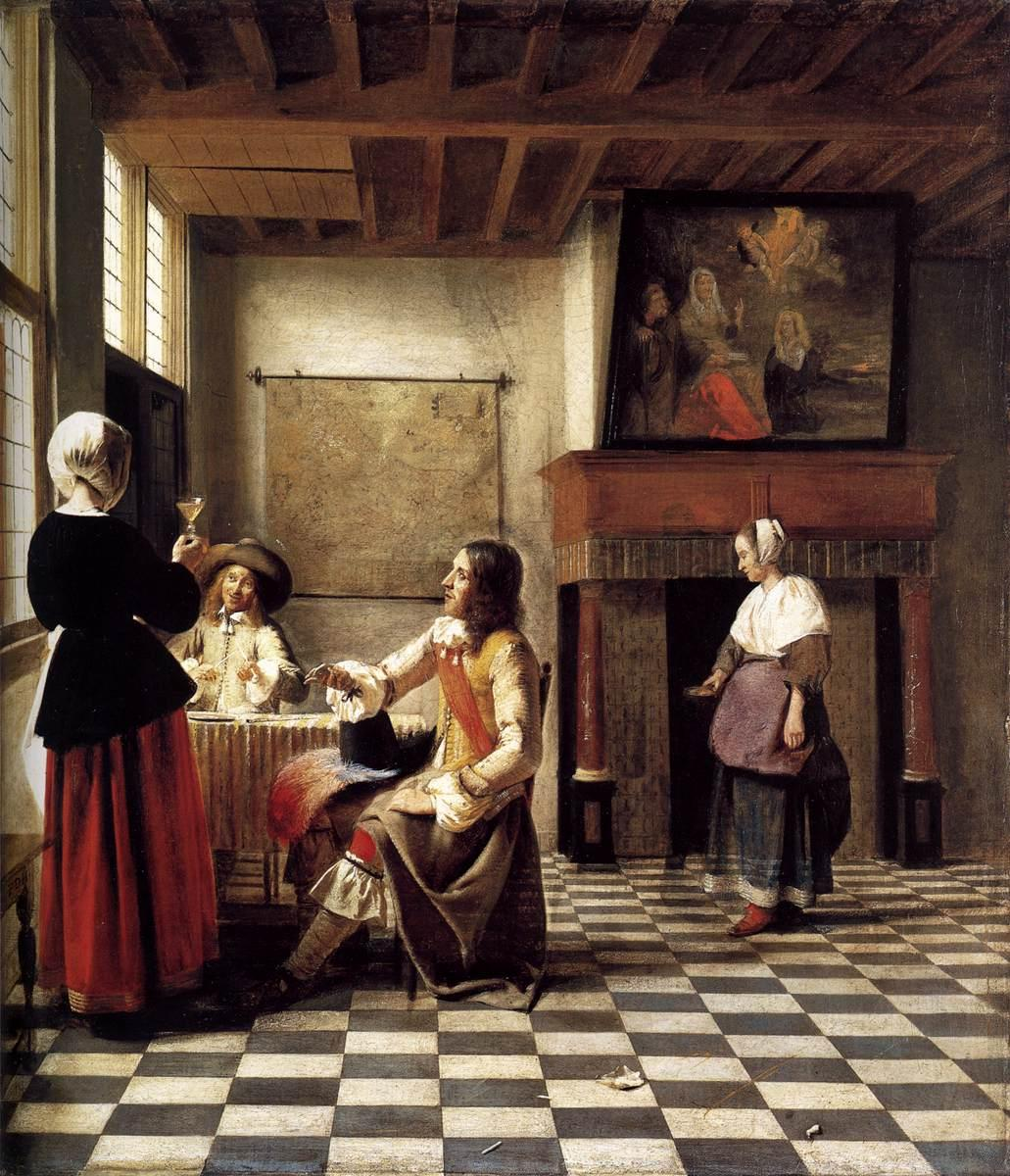
ピーテル・デ・ホーホ『二人の男と飲む女』 (1658年ごろ)、ナショナル・ギャラリー (ロンドン)

デ・ホーホの同時代の数点、たとえば『二人の男と飲む女』 (ロンドン・ナショナル・ギャラリー)、『酒を飲む女』 (ルーヴル美術館、パリ)、『デルフトの家の中庭』  (ロンドン・ナショナル・ギャラリー) は、静かな雰囲気と細部への配慮が本作と共通している。注目に値するのは、鑑賞者の視線を捉えるために意図的に配置されたトランプ、掲げられたグラス、折れたパイプなどで、場面の触覚的な雰囲気を高めている。デ・ホーホの光の卓越した描写は、様々な事物の表面、とりわけ透明なカーテンやガラス板に当たる陽光の戯れに明らかである。白色の混ざる灰色の背景の中、抑制された色調が画面のアコヤガイ (真珠母貝) 的色調につながり、全体的な視覚的インパクトを高めている。
非常に精緻な仕上げにもかかわらず、デ・ホーホは、とりわけ人物像の描写において驚くべき様々な筆触を用いている。ほぼ自然にはめ込まれたかのような四角いタイルの床は、左側で飲酒する男の帽子の痕跡などの下描きや構図上の変更を示している。同時代のほかのオランダの絵画とは違い、壁上の絵画は目立つものの、象徴性は欠如しているように見え、一見して隠された意味はない。しかしながら、折れたパイプとトランプは解釈の余地を残しており、何らかの解釈が可能である

### 指紋
2019年、学芸員たちは、画面の下部右端に指紋を発見した。親指のような指紋は、ワニスを塗る前に濡れた絵具でつけられている。美術史家のアニータ・ジャンセン (Anita Jansen) は、ほぼ間違いなく画家自身の指紋であると提唱している。本来の絵具層における指紋の存在は、おそらく絵具が乾かないうちにデ・ホーホがキャンバスに触れた結果である。

## 歴史
フェルメールおよび彼とデ・ホーホの関係が発見される何十年も前の1819年、この絵画はカールトン・ハウスの目録で700ギニーと見積もられ、1825年に700ポンドでジョージ4世 (イギリス王) に売却された。絵画は1841年以来、ロイヤル・コレクションの所蔵品としてバッキンガム宮殿に所蔵されている。